# 49e division blindée
Pour les articles homonymes, voir 49e division.
La 49e division blindée était une division blindée de l'armée des États-Unis dépendant de l'Army National Guard entre 1947 et 2004.

## Histoire
Le 13 octobre 1945, le Département de la Guerre des États-Unis publia une déclaration de politique d'après-guerre pour l'ensemble de l'armée, appelant à une structure de 27 divisions de la Army National Guard  avec 25 divisions d'infanterie et deux divisions blindées. Une fois le processus de négociation terminé, parmi les nouvelles formations formées en figuraient la 49e division blindée mise sur pied en 1947 et la 50e division blindée en 1946, les premières divisions blindées de la Army National Guard.
La 49e division blindée est basée au Texas et au Nouveau-Mexique.

## Commandants
| Début      | Fin        | Nom                     |
| ---------- | ---------- | ----------------------- |
| 1946-07-02 | 1947-06-05 | MG Richard B. Dunbar    |
| 1947-06-06 | 1958-10-31 | MG Albert S. Johnson    |
| 1958-11-01 | 1959-10-13 | MG Clayton P. Kerr      |
| 1959-10-14 | 1961-06-30 | MG John L. Thompson Jr. |
| 1961-07-01 | 1964-03-31 | MG Harley B. West       |
| 1964-04-01 | 1967-05-31 | MG Luther E. Orrick     |
| 1967-06-01 | 1968-01-14 | MG James D. Scott       |
| 1973-11-01 | 1976-10-31 | MG James L. Moreland    |
| 1976-11-01 | 1979-11-02 | MG Delmer L. Nichols    |
| 1979-11-03 | 1982-10-31 | MG John B. Garrett      |
| 1982-11-01 | 1984-11-01 | MG Elmer L. Stephens    |
| 1984-11-02 | 1985-02-20 | MG James T. Dennis      |
| 1985-02-21 | 1987-11-12 | MG James B. McGoodwin   |
| 1987-11-13 | 1989-05-22 | MG Charles H. Kone      |
| 1989-05-23 | 1992-08-23 | MG Don O. Daniel        |
| 1992-08-24 | 1995-09-25 | MG Wm. Edgar Murphy     |
| 1995-09-26 | 1998-09-30 | MG Frederico Lopez III  |
| 1998-09-30 | 2002-03-23 | MG Robert L. Halverson  |
| 2002-03-23 | 2004-05-01 | MG Michael Taylor       |

### Sources
- (en) Cet article est partiellement ou en totalité issu de l’article de Wikipédia en anglais intitulé « 49th Armored Division (United States) » (voir la liste des auteurs).